# Burdunellus
Burdunellus, auch Burdunelus († 497 in Toulouse) war ein spätantiker römischer Usurpator im späten 5. Jahrhundert.

## Leben
Burdunellus – der Name bedeutet „kleiner Maulesel“ – wird in den Consularia Caesaraugustana für das Jahr 496 als tyrannus in Spanien erwähnt, das damals größtenteils unter westgotischer Kontrolle stand. Im zeitgenössischen politischen Sprachgebrauch und in Anbetracht der Natur der Quelle kann dies nur bedeuten, dass Burdunellus (als Römer bzw. Romane) gegen Alarich II. – und indirekt gegen Anastasios I., der als nomineller Oberherr auch der westgotischen Könige galt – kaiserliche Würden und Autorität beansprucht hat. Der Ort der Erhebung ist unbekannt, wird aber im Ebrotal in der Gegend von Saragossa vermutet. Burdunellus wurde schließlich von seinen Unterstützern im Stich gelassen, an die Westgoten ausgeliefert und nach Toulouse überstellt, wo er im Inneren eines bronzenen Stiers lebendig verbrannt wurde.